# Kamienica pod Aniołkami w Krakowie
Kamienica pod Aniołkami – zabytkowa kamienica znajdująca się w Krakowie, w dzielnicy I przy ul. Kanoniczej 2, na rogu z ul. Senacką 7, na Starym Mieście. 

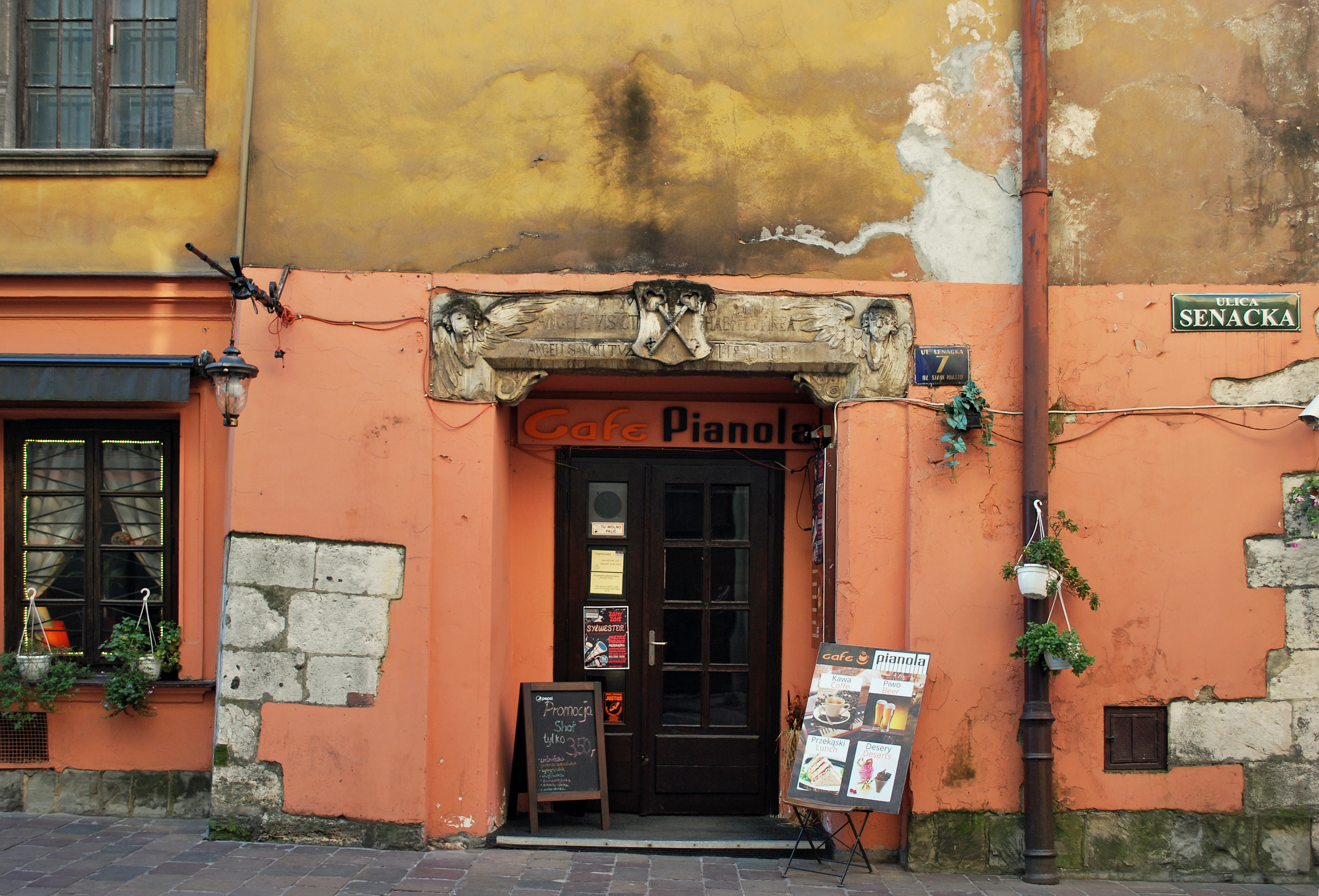
Portal od strony ul. Senackiej i aniołki, które dały nazwę kamienicy.

Cechą charakterystyczną kamienicy jest jej późnorenesansowa attyka typu krenelażowego.